# Lac Duncan
Lac Duncan är en sjö i Kanada.   Den ligger i regionen Nord-du-Québec och provinsen Québec, i den östra delen av landet, 900 km norr om huvudstaden Ottawa. Lac Duncan ligger 132 meter över havet. Arean är 93 kvadratkilometer. Den sträcker sig 11,9 kilometer i nord-sydlig riktning, och 27,4 kilometer i öst-västlig riktning.
Trakten runt Lac Duncan är nära nog obefolkad, med mindre än två invånare per kvadratkilometer.